# Meta Horizon Worlds
Meta Horizon Worlds é um jogo de realidade virtual online com um sistema de criação de jogos integrado desenvolvido e publicado pela Meta Platforms. Nesta plataforma virtual multijogador, os jogadores se movimentam e interagem entre si, em vários mundos que hospedam eventos, jogos e atividades sociais. Eles também podem construir e publicar mundos semelhantes ao Rec Room. Horizon Worlds funciona nos headsets Oculus Rift S, Meta Quest Pro, Meta Quest 2 e Meta Quest 3.
Em agosto de 2023, a Meta anunciou um novo estúdio próprio chamado Ouro Interactive para desenvolver jogos do Horizon Worlds. Seu primeiro título, Super Rumble, recebeu comentários favoráveis de usuários e da mídia. Ele utiliza novos recursos de criação, como importações de ativos e TypeScript, que ainda não estão disponíveis para criadores em geral.

## Jogabilidade
O jogo pode ser jogado com um headset de realidade virtual Oculus Rift S, Meta Quest Pro, Meta Quest 2 e Meta Quest 3, e usa movimento 3D completo por meio do sistema de captura de movimento do headset e dois controles de movimento portáteis, que são necessários para interagir com objetos no jogo. Em outubro de 2022, a Meta anunciou que lançaria uma versão web, permitindo que os usuários acessassem o jogo sem um headset também. Os jogadores podem explorar o espaço ao seu redor dentro dos limites do seu espaço físico, enquanto se movem mais longe usando os botões do controle para se teletransportar por uma curta distância ou para se mover continuamente pelo espaço virtual.
De acordo com a Meta, os usuários podem criar seu próprio avatar, com rosto e roupa personalizados, para se representarem no mundo virtual. Todos os jogadores começam em seu espaço pessoal, onde podem usar seu menu para visitar diferentes mundos criados por outros usuários. Um sistema integrado de criação de jogos permite que os usuários criem novos mundos. Os usuários também podem criar seu próprio espaço pessoal, que é um mundo privado só para eles. O site do jogo lista outros recursos, como tirar uma foto dentro do jogo, entrar em uma festa com amigos e bloquear usuários.

## Desenvolvimento
O desenvolvimento do Horizon Worlds (anteriormente chamado de Facebook Horizon) seguiu os aplicativos de VR anteriores do Facebook (Oculus Rooms, Oculus Venues e Facebook Spaces) e se concentrou mais no conteúdo gerado pelo usuário do que os aplicativos anteriores. O Facebook anunciou o Facebook Horizon como um novo mundo virtual social na conferência Oculus Connect 6 em setembro de 2019. Em agosto de 2020, o Facebook anunciou que mais usuários iriam receber acesso a uma fase beta somente para convidados. Em uma entrevista com Scott Stein em janeiro de 2021, o chefe do Facebook Reality Labs, Andrew Bosworth, admitiu que as experiências no Facebook Horizon não estavam prontas para o público e expressou preocupação de que "se você não tiver... algo que leve muitas pessoas ao lugar, então você corre o risco de elas não entenderem".
Em agosto de 2021, o Facebook lançou a versão beta aberta do Horizon Workrooms, um aplicativo de colaboração voltado para equipes que gerenciam ambientes de trabalho remoto. O aplicativo oferece salas de reunião virtuais, quadros brancos e integração de videochamadas para até 50 pessoas. Em 7 de outubro de 2021, o Facebook mudou o nome Facebook Horizon para Horizon Worlds. Após uma fase beta somente para convidados, o jogo foi lançado nos EUA e Canadá para pessoas com 18 anos ou mais em 9 de dezembro de 2021.
Em fevereiro de 2022, Mark Zuckerberg afirmou que uma versão para celular do Horizon Worlds seria lançada no final de 2022. Ele também anunciou planos para a expansão do Horizon Worlds para a web.

## Recepção

### Críticas
Quando Horizon Worlds foi anunciado pela primeira vez em 2019 sob o nome de Facebook Horizon, Josh Constine escrevendo para o TechCrunch, comparou-o a outros mundos virtuais, como Second Life, The Sims, AltspaceVR, Dreams, Roblox, bem como o fictício "OASIS" descrito no romance Ready Player One, enquanto Sam Machkovech, escrevendo para o Ars Technica, enfatizou as semelhanças com Rec Room e VRChat.